# إدوارد د. غولدبرغ
إدوارد د. غولدبرغ (بالإنجليزية: Edward D. Goldberg)‏ هو عالم كيمياء حيوية أمريكي، ولد في 2 أغسطس 1921 في ساكرامنتو في الولايات المتحدة، وتوفي في 7 مارس 2008 في إنسينيتاس في الولايات المتحدة.